# Wasilij Wronski
Wasilij Michajłowicz Wronski, ros. Василий Михайлович Вронский (ur. w 1883 r. w Kowlu, zm. w lutym 1952 r. w gułagu w obwodzie mikołajowskim) – rosyjski, a następnie rumuński aktor teatralny i filmowy, reżyser teatralny, działacz kulturalny.

## Życiorys
Ukończył gimnazjum, zaś w 1903 r. szkołę teatralno-artystyczną w Kijowie, po czym zaczął występować jako aktor w składzie grupy teatralnej Michaiła M. Borodaja w Troickim Domie Ludowym. Grał też na scenach teatralnych Połtawy i Żytomierza. Po tym, jak jego kariera artystyczna nabrała tempa, zaczął występować w teatrach wielu miast rosyjskich, w tym Moskwy i Sankt Petersburga. Od poł. 1914 r. mieszkał w Odessie. Stał się współzałożycielem i głównym aktorem miejscowego Teatru Rosyjskiego. Wiosną 1917 r. otworzył teatr satyry rewolucyjnej "Wronsobsam". Współpracował z odeskimi przywódcami zarówno eserów, jak też bolszewików. Wiosną 1918 r. występował również w teatrze "Fars" w Kijowie, współreżyserując część sztuk teatralnych. Został członkiem Klubu Literacko-Artystycznego. W grudniu 1919 r. wyjechał do Niemiec, po podpisaniu kontraktu z firmą Dekla-Film. Do 1921 r. wystąpił w szeregu filmów. Następnie zamierzał powrócić do Rosji Radzieckiej, ale uzyskał odmowę władz sowieckich. W związku z tym przez kilka miesięcy przebywał w Sofii, po czym przybył do Kiszyniowa. Od pocz. 1922 r. był aktorem rosyjskiego teatru dramatycznego "Koliziej". Na pocz. lat 30. otworzył własny teatr, z zespołem którego grał w różnych miastach Besarabii. W 1936 r. został tymczasowo aresztowany pod zarzutem szpiegostwa dla ZSRR, a jego teatr zamknięto. Po wyjściu na wolność wystąpił o rumuńskie obywatelstwo. Pracował jako zwykły robotnik fizyczny we wsi Berezino. Po zajęciu Besarabii przez Armię Czerwoną w czerwcu 1940 r., wybrano go przewodniczącym miejscowego sielsowietu. Po 2 miesiącach otrzymał pracę w Państwowym Rosyjskim Teatrze Dramatycznym w Kiszyniowie. Kiedy wojska niemieckie zaatakowały ZSRR 22 czerwca 1941 r., specjalnie uniknął ewakuacji, po czym powrócił do Odessy. Podczas oblężenia miasta od poł. sierpnia do poł. października tego roku czytał teksty propagandowe w radiu i stał jednocześnie na czele oddziału dramatycznego zarządu sztuki odeskiego komitetu obwodowego. Organizował tzw. "latające koncerty" w oddziałach wojskowych, broniących Odessy. Po nieopatrznym wyjawieniu w poł. września jednemu z oficerów, że w okresie międzywojennym żył w Rumunii, został aresztowany pod zarzutem szpiegostwa na rzecz Rumunii i Niemiec. Przebywając w więzieniu, został oswobodzony po zdobyciu miasta przez wojska rumuńsko-niemieckie. Do marca 1942 r. pracował w magazynach kolejowych. Wykorzystując swoje znajomości z merem okupowanej Odessy Ghermanem Pînteą, objął kierownictwo reaktywowanego Teatru Rosyjskiego w czerwcu 1942 r. Pisał też artykuły do pism "Kołokoł" i "Odiesskije nowosti". W marcu 1944 r., kiedy Armia Czerwona zbliżyła się do miasta, Niemcy zamierzali ewakuować zespół Teatru Rosyjskiego, aby występował on przed żołnierzami kolaboracyjnych oddziałów wojskowych w służbie niemieckiej, ale W. M. Wronski postanowił wyjechać do Rumunii. Na pocz. października 1944 r. został tam aresztowany przez funkcjonariuszy SMIERSZa, przewieziono go do Odessy, po czym po procesie skazano go na pocz. marca 1945 r. na karę 10 lat łagrów. W lutym 1952 r. zmarł w kolonii karnej w obwodzie nikołajewskim.